# 藤勢流
藤 勢流（ふじ せな、1994年6月8日 - ）は、山形県尾花沢市出身のハンドボール選手。日本ハンドボールリーグの豊田合成所属。

## 経歴
山形県立北村山高等学校時代は2012年に第5回男子ユースアジア選手権の日本代表U-19に選出された。
高校卒業後は日本体育大学へ進学。2013年は第5回男子ユース世界選手権の日本代表U-19に選ばれた。
2014年は第14回男子ジュニアアジア選手権の日本代表に選出。
2015年は第20回男子ジュニア世界選手権の日本代表に選出された。
2016年は第23回世界学生選手権の日本代表U-24に選ばれた。
2017年に日本ハンドボールリーグの豊田合成へ加入。

## 詳細情報

### 年度別成績
| 年       | チーム   | 試合 | フィールド 得点 | 率   | 7m  | 合計   | 警告 | 退場 | 失格 |
| -------- | -------- | ---- | --------------- | ---- | --- | ------ | ---- | ---- | ---- |
| 2017-18  | 豊田合成 | 24   | 32/64           | .500 | 4/5 | 36/69  | 2    | 1    | 0    |
| 2018-19  | 豊田合成 | 24   | 17/32           | .531 | 0/0 | 17/32  | 0    | 1    | 0    |
| JHL：2年 | JHL：2年 | 48   | 49/96           | .510 | 4/5 | 53/101 | 2    | 2    | 0    |

- 各年度の太字はリーグ最高

### JHLプレーオフ
| 年      | チーム   | 試合                       | フィールド 得点 | 率   | 7m  | 合計 | 警告 | 退場 | 失格 |
| ------- | -------- | -------------------------- | --------------- | ---- | --- | ---- | ---- | ---- | ---- |
| 2017-18 | 豊田合成 | 大同特殊鋼戦 (1stステージ) | 1/3             | .333 | 0/0 | 1/3  | 0    | 0    | 0    |
| 2018-19 | 豊田合成 | トヨタ車体戦 (2ndステージ) | 0/0             | -    | 0/0 | 0/0  | 0    | 0    | 0    |

### 記録

#### 日本ハンドボールリーグ
- 7mスロー初得点：2017年8月26日、対北陸電力戦（豊田合成健康管理センター）[7]
- フィールドゴール初得点：2017年9月17日、対大同特殊鋼戦（AGF鈴鹿体育館）[8]

### 背番号
- 22 (2017年 - )